# 蒂斯韋爾
蒂斯韋爾（挪威語：Tysvær）是挪威的一個市镇，位於羅加蘭郡，行政中心为阿克斯達爾村。市镇面积为425平方公里，人口数量为11,065人（2020年），人口密度为每平方公里27.7人。